# Шопен, Иван Иванович
Ива́н Ива́нович Шопе́н (вариант Шоппе́н) (фр. Chopin [ʃɔpɛ̃], 1798 — 3 [15] августа 1870) — российский историк, этнограф и государственный деятель французского происхождения.

## Биография
Сын французского скульптора Жана-Луи-Теодора Шопена (ок. 1747—1815), работавшего, помимо Франции, в России при Екатерине II (под именем Фёдора Ивановича Шопена или Шубина) и в Германии. Братья — Жан-Мари (ок. 1796—1871) — этнограф, историк и литературовед-русист и Анри Фредерик (1804—1880) — живописец.
Родился в 1798 году и до двадцати с лишним лет жил у себя на родине во Франции. В середине 1820-х годов он прибыл в Россию, где, взяв имя Ивана Ивановича, длительное время оставался на кавказской гражданской службе. В 1829 году от кавказского наместника И. Ф. Паскевича он получил поручение составить описание территории вновь завоёванной Восточной Армении. С 1829 года по 1832 год занимался подробным изучением Эриванского и Нахичеванского ханств, которые по Туркменчайскому договору 1828 года отошли к Российской империи и были переименованы в Армянскую область. Собирая материал для будущих книг, И. И. Шопен встречался с людьми самых разных национальностей, наблюдал их обычаи и культуру. В 1830 году он занял должность советника Армянского областного правления, в 1833 году он — председатель Управления по доходам и казённым имуществам Армянской области, а после — чиновник особых поручений главноуправляющего Закавказским краем.

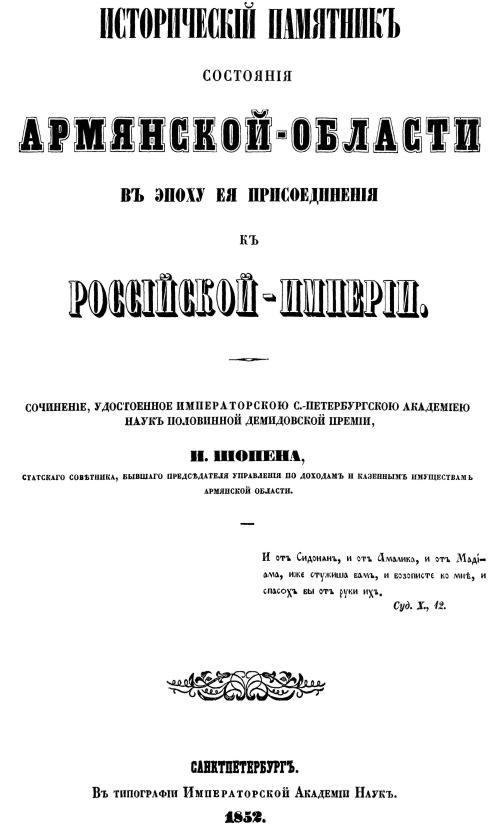
Книга И. И. Шопена «Исторический памятник состояния Армянской области в эпоху её присоединения к Российской империи», 1852

Его столичная карьера началась в 1838 году в Министерстве государственных имуществ; с 1840 года И. И. Шопен — член-корреспондент статистического отделения совета Министерства внутренних дел.
Сфера научных интересов Шопена — этнография и история Востока, в частности Армении и Грузии. С этого времени Иван Иванович Шопен сначала под инициалами И. Ш., а впоследствии и под своим собственным именем опубликовал несколько научных работ. Протоколы Кавказского отдела Русского Географического Общества упоминают, что И. И. Шопен переводил сообщения авторов античности о Кавказе, намереваясь их обработать и опубликовать отдельной книгой. Замысел этот остался неосуществлённым и был реализован другими учёными. Капитальной его работой, благодаря которому он приобрёл научное имя, стал «Исторический памятник состояния Армянской области в эпоху присоединения её к Российской Империи» (1852). В него вошли более ранние статьи, публиковавшиеся в «Трудах Вольного Экономического Общества», а также отдельно изданные. Сочинение И. И. Шопена было представлено в Академию наук ещё в 1840 году и получила положительные отзывы коллег-этнографов (рецензенты М. И. Броссе и П. И. Кеппен), но её публикация затянулась более чем на десять лет. За этот труд он был удостоен половиной почётной Демидовской премии.
Умер И. И. Шопен в чине статского советника в Санкт-Петербурге 5 (17) августа 1870 года, оставив после себя множество неопубликованных работ и крупное библиотечное собрание.